# Kandang Mas (Kampung Melayu)
Kandang Mas is een bestuurslaag in het regentschap Bengkulu van de provincie Bengkulu, Indonesië. Kandang Mas telt 8017 inwoners (volkstelling 2010).